# Исмаилов, Имамверди Ибиш оглы
Имамверди Ибиш оглы Исмаилов (азерб. İmamverdi İbiş oğlu İsmayılov; род. 10 июня 1958, Зангеланский район, Азербайджанская ССР) — азербайджанский политический и государственный деятель, журналист. Заслуженный журналист Азербайджана (2015).
Депутат Национального собрания Азербайджана I, II, III, IV, V, VII созывов (с 12 ноября 1995 года).

## Биография
Имамверди Исмаилов родился 10 июня 1958 года в селе Ванатли Зангеланского района. Получил высшее образование в Азербайджанском государственном университете и Академии государственного управления при президенте Азербайджанской Республики.
Имамверди Исмаилов женат, имеет троих детей и четверых внуков.

### Депутат Национального собрания
Имамверди Исмаилов 12 ноября 1995 года был избран депутатом Национального собрания Азербайджана. С 1997 года по 2000 год был председателем межпарламентской группы Азербайджан—Египет.
5 ноября 2000 года Имамверди Исмаилов вновь был переизбран депутатом Национального собрания Азербайджана и стал членом межпарламентской группы Азербайджан—Латвия и Азербайджан—Польша (2000—2005).
Имамверди Исмаилов 6 ноября 2005 года был переизбран депутатом Национального собрания Азербайджана в третий раз и стал членом межпарламентской группы Азербайджан—Саудовская Аравия и Азербайджан—Япония (2005—2010). Он также был председателем межпарламентской группы Азербайджан—Австралия (2005—2010).
7 ноября 2010 года Имамверди Исмаилов вновь был переизбран депутатом Национального собрания Азербайджана и стал председателем межпарламентской группы Азербайджан—Австралия (2011—2015) и Азербайджан—Колумбия (2015).
Имамверди Исмаилов 1 ноября 2015 года в пятый раз был переизбран депутатом Национального собрания Азербайджана и стал председателем межпарламентской группы Азербайджан—Марокко (2016—).
В 2024 году на парламентских выборах в Азербайджане, которые состоялись 1 сентября, одержал победу в Зангилан-Губадлинском избирательном округе №125. Официально избран депутатом Милли Меджлиса Азербайджана седьмого созыва, первое заседание которого состоялось 23 сентября 2024 года.

## Награды
- Заслуженный журналист Азербайджана — 15 июля 2015 года.[8]
- Орден «Слава» — 8 июня 2018 года.[9]